# Назарово (Кондінський район)
Наза́рово (рос. Назарово) — селище у складі Кондінського району Ханти-Мансійського автономного округу Тюменської області, Росія. Входить до складу Мулимьїнського сільського поселення.
Населення — 480 осіб (2010, 609 у 2002).
Національний склад станом на 2002 рік: росіяни — 83 %.